# Arco de las Peñitas

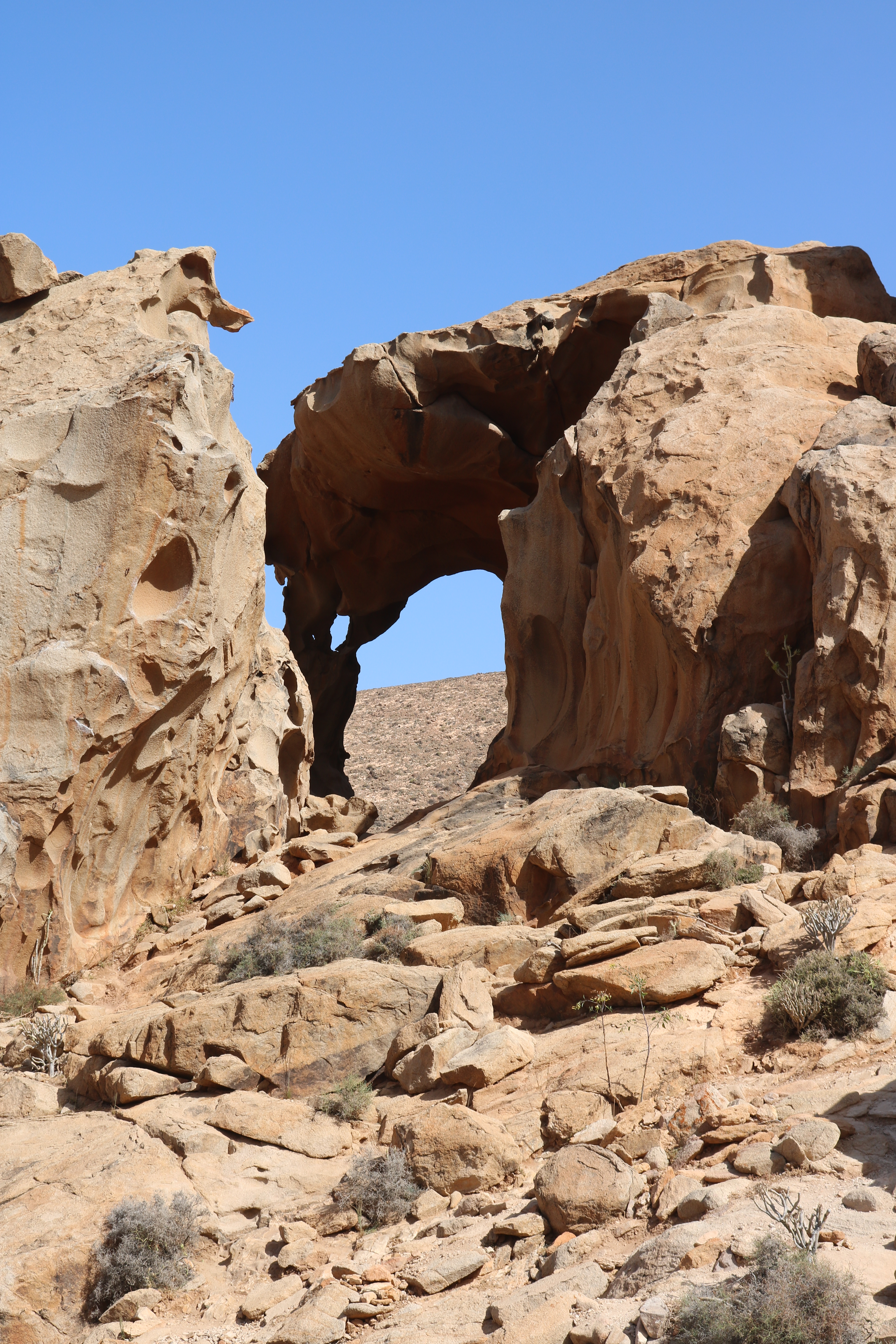
Arco de las Peñitas

Der Arco de las Peñitas ist ein Felsentor auf der zu Spanien gehörenden Kanarischen Insel Fuerteventura. Die Gesteinsformation zählt zu den landschaftlichen Wahrzeichen Fuerteventuras und ist ein beliebtes Wanderziel.

## Größe und Zugang
Das Felsentor ist eine durch Winderosion entstandene etwa acht mal fünf Meter große Öffnung in einer brückenartigen Felswand. Es ist im Rahmen einer Kurzwanderung erreichbar. Der Zugang befindet sich im Barranco de Mal Paso an der Landstraße FV-621 nach Ajuy. Der etwa halbstündige Aufstieg durch felsiges Terrain setzt Trittsicherheit voraus, alpine Erfahrung ist jedoch nicht erforderlich.

## In der Nähe
- Barranco de las Peñitas
- Arco del Jurado